# Mette Dencker
Mette Hjermind Dencker (nascida a 24 de maio de 1978, em Odder) é uma política dinamarquesa, membro do Folketing pelo Partido do Popular Dinamarquês. Ela foi eleita para o parlamento nas eleições legislativas dinamarquesas de 2011.

## Carreira política
Ela foi eleita pela primeira vez para o Folketing nas eleições legislativas de 2011, nas quais recebeu 2.344 votos. Ela foi reeleita na eleição de 2015 com 6.218 votos e novamente na eleição de 2019 com 2.348 votos.